# Les aventures de Sherlock Holmes (sèrie de videojocs)
Les Aventures de Sherlock Holmes és una sèrie de videojocs d'aventures, desenvolupada per Frogwares, i basada en la famosa obra d'Arthur Conan Doyle Les aventures de Sherlock Holmes, amb el famós detectiu Sherlock Holmes i el seu company el Dr. John H. Watson. Tot i que la franquícia està basada en Les aventures de Sherlock Holmes, i s'inspira en ella, els jocs tenen trames i històries fictícies.

## Informació general
Cada joc de la sèrie et permet controlar a Holmes o al Dr. Watson ja sigui en perspectiva de primera persona o tercera persona. Aquesta sèrie de videojocs d'aventures es compon principalment de trencaclosques per resoldre durant el curs del joc, tant per l'ús de la deducció de Holmes o l'ajuda de Watson. També consisteix en buscar pistes i proves amagades per l'escenari, on Holmes ha de dur aquestes evidències al seu laboratori (al seu famós pis 221 B Baker St.) i examinar-les amb un microscopi o barrejar-les amb altres dissolvents amb l'ajuda d'un artefacte mecànic per separar els elements. També es pot fer servir un bisturí o unes pinces sobre un tros d'evidència esmaltada sota el microscopi.
El principal objectiu del joc és resoldre el misteri principal de la història, i també fer una mica de recerca secundària que no és necessària dins la trama. La sèrie duu a Holmes a llocs com Nova Orleans, Suïssa, Escòcia i d'altres llocs.

## La sèrie

### Sherlock Holmes: El Misteri de la Mòmia
Originalment desenvolupat per Microsoft Windows, la sèrie va començar el setembre del 2002 amb Sherlock Holmes: El Misteri de la Mòmia, que va oferir una perspectiva en primera persona i va seguir a Sherlock Holmes i el Dr. Watson investigant la mansió d'un arqueòleg britànic. El joc va ser ressuscitat i expandit per la Nintendo DS i per la Wii, utilitzant el llapis òptic de la DS i el Wiimote per resoldre els trencaclosques.

### Sherlock Holmes: L'Arracada d'Argent
El segon joc de la sèrie, Sherlock Holmes: L'Arracada d'Argent, eixí l'octubre del 2004, i era en perspectiva en tercera persona. La trama compta amb Holmes i Watson investigant l'assassinat d'un magnat de la construcció, Sir Melvyn Bromsby, amb la seva filla, Lavinia, entre els sospitosos.

### Sherlock Holmes: L'Aventura
El tercer joc de la sèrie, Sherlock Holmes: L'Aventura, va ser llançat el 24 de novembre del 2006, i compta amb una nova perspectiva en primera persona. El joc segueix una trama original des del punt de vista de Holmes i el Dr. Watson, mentre investiguen una sèrie d'estranyes desaparicions relacionades amb els Mites de Cthulhu. El primer de la sèrie en oferir elements sobrenaturals com els Mites, va ser ovacionat per la crítica a les revisions per nombroses fonts, incloent GameSpot, que li va donar al joc una puntuació de 8.3 sobre 10, elogiant-lo per la seva història i afirmant que es relatava "brillantment" i apel·lant-lo "Victoriana imbuïda amb Cthulhu". Una versió remasteritzada va ser llançada el 2008; ofereix una mode de joc amb perspectiva en tercera persona, a més de la perspectiva en primera persona. Aquest joc va guanyar el premi Best Use of a License de GameSpot i fou aclamat per la crítica. Fou un gran impacte positiu per a Frogwares.

### Sherlock Holmes i el Rei dels Lladres
El quart joc de la sèrie, Sherlock Holmes i el rei dels lladres, va ser publicat el tercer trimestre de 2007. L'antagonista del joc és Arsène Lupin, un lladre de guant blanc fictici creat per l'escriptor francès Maurice Leblanc. El joc comença a la residència de Holmes al 221B Baker Street a Londres, on Holmes està tocant el seu violí mentre el Dr. Watson li pregunta si res el destorba. Entre les cartes escampades sobre la taula, troben una carta de Lupin desafiant a Holmes a salvar Anglaterra de la vergonya evitant que robi cinc coses de gran valor pel país. El joc consta de poemes, trencaclosques i tasques que descobreix Holmes.

### Sherlock Holmes contra Jack l'Esbudellador
A finals del 2008, es va anunciar un cinquè lliurament; Sherlock Holmes contra Jack l'Esbudellador va ser llançat el març del 2009 i tracta d'en Sherlock Holmes contra l'assassí en sèrie Jack l'Esbudellador. Aquest és el primer joc de la sèrie a ser publicat per una consola, la Xbox 360.

### Sherlock Holmes: El Misteri de la Catifa Persa
El sisè joc de la sèrie, Sherlock Holmes: El Misteri de la Catifa Persa, va ser publicat a mitjan 2008. A diferència dels jocs anteriors, aquest es bàsicament un joc de trobar objectes. El joc va ser puntuat molt baix i es va considerar decebedor que fos la continuació de Sherlock Holmes contra Jack l'Esbudellador. La ressenya de GameSpot en va dir "Gens apropiat com una seqüela a les altres aventures que en Sherlock i en Watson han protagonitzat durant aquests darrers anys."

### Sherlock Holmes i el Misteri de la Casa Osborne
El joc és el primer de la sèrie a ser dissenyat i publicat per a Nintendo DS, on Holmes descobreix un robatori i una greu conspiració al Palau de Buckingham.

### El Testament de Sherlock Holmes
El setembre de 2009, va haver-hi rumors del sisè lliurament. El joc, titulat El Testament de Sherlock Holmes i anunciat l'abril del 2010, és el primer de la sèrie a ser dissenyat específicament per a la PlayStation 3 i Xbox 360 en lloc de només ordinador personal. El joc va ser llançat a Europa el 20 de setembre del 2012 i a l'Amèrica del Nord el 25 de setembre del 2012.

### Sherlock Holmes i el Misteri de la Ciutat Congelada
Sherlock Holmes i el Misteri de la Ciutat Congelada va sortir el 25 d'octubre del 2012 per a la Nintendo 3DS. D'acord amb l'opinió de Metacritic, el joc va rebre puntuacions regulars i negatives.

### Sherlock Holmes: Crims i Càstigs
Sherlock Holmes: Crims i Càstigs és el 7è lliurament de la sèrie. El joc va ser llançat el 30 de setembre del 2014 per a ordinador personal, Xbox 360, Xbox One, PlayStation 3 i PlayStation 4.

### Sherlock Holmes: La filla del diable
El 8 de maig del 2015, es va anunciar un 8è lliurament de la sèrie.

## Elements en comú

### Temàtiques
El tema principal dels jocs descriu Holmes com un investigador privat del qual la policia local i Scotland Yard busquen l'ajuda d'Holmes per resoldre els seus casos. Els civils (en la seva majoria cavallers i aristòcrates) també demanen l'ajuda de Holmes. El joc empra un sol misteri amb un únic objectiu que constitueix la trama del joc (excepte a Crims i Càstigs), amb Holmes ja sigui assignat a aquest cas o sobre Holmes investigant pel seu compte i mirant d'acabar-lo tot sol. També hi ha moltes altres missions secundàries i recerca repartides per tot el joc. Aquestes missions secundàries apareixen quan Holmes mira d'ajudar a la policia o a la víctima.
Els jocs de la sèrie també posen a Holmes en contra d'altres obres, tant fictícies com reals. Cthulhu a l'Aventura, Arsène Lupin al Rei dels Lladres, Jack l'Esbudellador al cinquè joc i el Professor Moriarty al setè joc. La trama d'alguns d'aquests jocs té elements de terror, on els assassinats i els misteris són freqüents. La sang i les mutilacions dins la història són molt més vistes als jocs posteriors.

### Objectes i eines
Durant el joc Holmes utilitza la seva lupa. Útil quan inspecciona l'escena del crim, cossos mutilats, empremtes dactilars, ganivetades i rascades, i sobretot per buscar proves. És l'element més utilitzat de la sèrie.
També usa el seu microscopi per a verificar pistes que no es veuen a simple vista. Té un ampli equip de química al seu pis que utilitza per dissoldre soluts, disseccionar les pistes per trobar evidències, etc. El joc també proporciona exploració per trobar elements que Holmes pot utilitzar més endavant al joc i ajudar a resoldre el cas.

### Jugabilitat
Gran part del joc consisteix en temes i jugabilitat trobats en un joc d'aventura clàssica. Es fa gran èmfasi en l'exploració del paisatge de món obert del joc, on les pistes s'amaguen repartides pertot el mapa. La jugabilitat d'apuntar i clicar és també freqüent. El joc també permet als jugadors interrogar i qüestionar a certes persones per a reunir totes les evidències que ajudin a la recerca. També hi ha exemples on Holmes es posa una disfressa i s'infiltra dins un lloc hostil per obtenir més proves.
La sèrie permet al jugador jugar tant en el paper d'Holmes o en el de Watson, ja sigui en perspectiva de primera persona o tercera persona. Jugar amb Holmes inclou en gran part recerques i buscar evidència per arribar a una conclusió. Mentre que amb Watson cal fer encàrrecs per a Holmes i ajudar a la recerca. No obstant això, hi ha moments en els quals el joc es desplaça al seu punt de vista, on de vegades reprèn la recerca per si mateix.
El primer joc Sherlock Holmes: El Misteri de la Mòmia va ser el primer en establir el mode de joc en primera persona. Sherlock Holmes: l'Arracada d'Argent és una aventura d'apuntar i clicar en tercera persona, el primer en establir aquesta jugabilitat en la sèrie. Fer clic a la direcció general que es desitja anar farà que el teu personatge es mogui cap aquest lloc Des del punt de vista d'Holmes, passes el temps buscant pistes importants, la majoria d'aquestes passades per alt pels policies. Els objectes són parcialment visibles, encara que alguns no arriben a ser-ho fins que una acció en el joc els ressalta. També es pot analitzar diverses pistes utilitzant el laboratori de l'escriptori de Holmes.
Sherlock Holmes: L'Aventura va ser el primer títol de Frogwares que va permetre que el joc prengui lloc dins un paisatge totalment 3D i en temps real, des d'una perspectiva en primera persona, perdent els fons pre-renderitzats del seu predecessor. Igual que altres jocs de Sherlock Holmes de Frogwares aquest dona un ambient de món obert amb llocs que poden amagar pistes i es pot interaccionar amb els NPC. El sistema d'inventari desa tots els objectes, documents i localitzacions i un mapa per al seu ús posterior. També es poden combinar objectes per a aconseguir-ne d'altres. El joc pot veure's des d'una perspectiva de primera o de tercera persona i et proporciona una icona per indicar quines accions pot prendre Holmes al seu món com recollir objectes o parlar.
Sherlock Holmes contra Jack l'Esbudellador permet als jugadors inspeccionar cada escena del crim, també permet reconstruir-lo, prenent les peces d'evidència i enllaçar-les fins que el jugador es pugui formar conclusions.

## Desenvolupament i inspiració

### Origen
Els personatges de Sherlock Holmes i el Dr. Watson de la sèrie de jocs són modelats basant-se en la sèrie d'ITV Les aventures de Sherlock Holmes. Ambdós personatges són Jeremy Brett i David Burke, respectivament.

### Gràfics i tecnologia

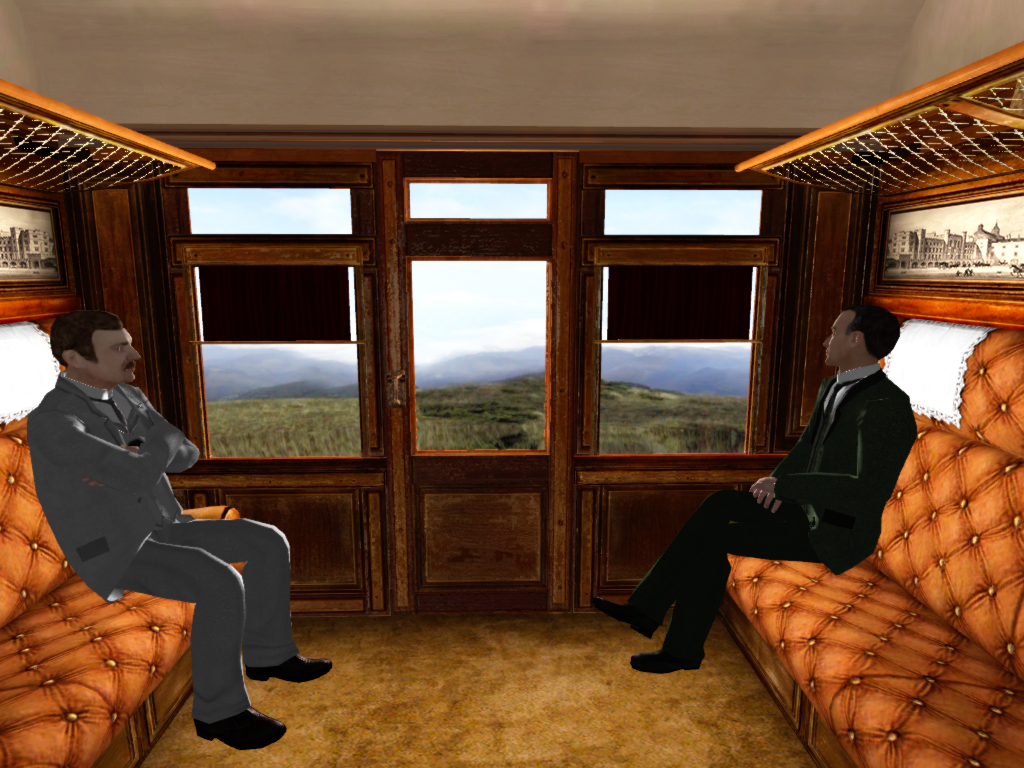
Els anteriors jocs de la sèrie utilitzaven gràfics pre-renderizats

Els primers jocs de la sèrie utilitzen fons pre-renderitzats, usant-los per dissimular pistes en l'escena i proporcionar un paisatge de món obert accessible. Compta amb una combinació d'estil 2D i 3D de la vista al fons.
L'Aventura va ser el primer títol de Frogwares que va permetre que el joc fos en un paisatge totalment 3D i en temps real, des d'una perspectiva de primera persona, donant una escena del crim més sagnant i més complicada a l'hora de trobar evidències. Frogwares va reeixir en fer que els gràfics 3D milloressin, eliminant el pixelat excessiu que rondava en molts videojocs d'aventura. També és el primer joc a comptar amb una escena del crim com una carnisseria sagnant en cada escena del crim. I per això va ser classificat M, per a adults.
Tot això és combinat amb una presentació frondosa del Londres del segle xix amb un efecte d'il·luminació més fosc i gràfics que mostren els carrerons solitaris i misteriosos de cada escena del crim. La qualitat dels gràfics ha millorat notablement de joc a joc. L'animació en particular, és cada vegada més suau i molt més natural. La càmera en tercera persona també es pot moure al voltant del personatge, la qual cosa ajuda tant a trobar un angle que faci sentir el jugador còmode com per reposicionar el seu voltant mentre està quiet.

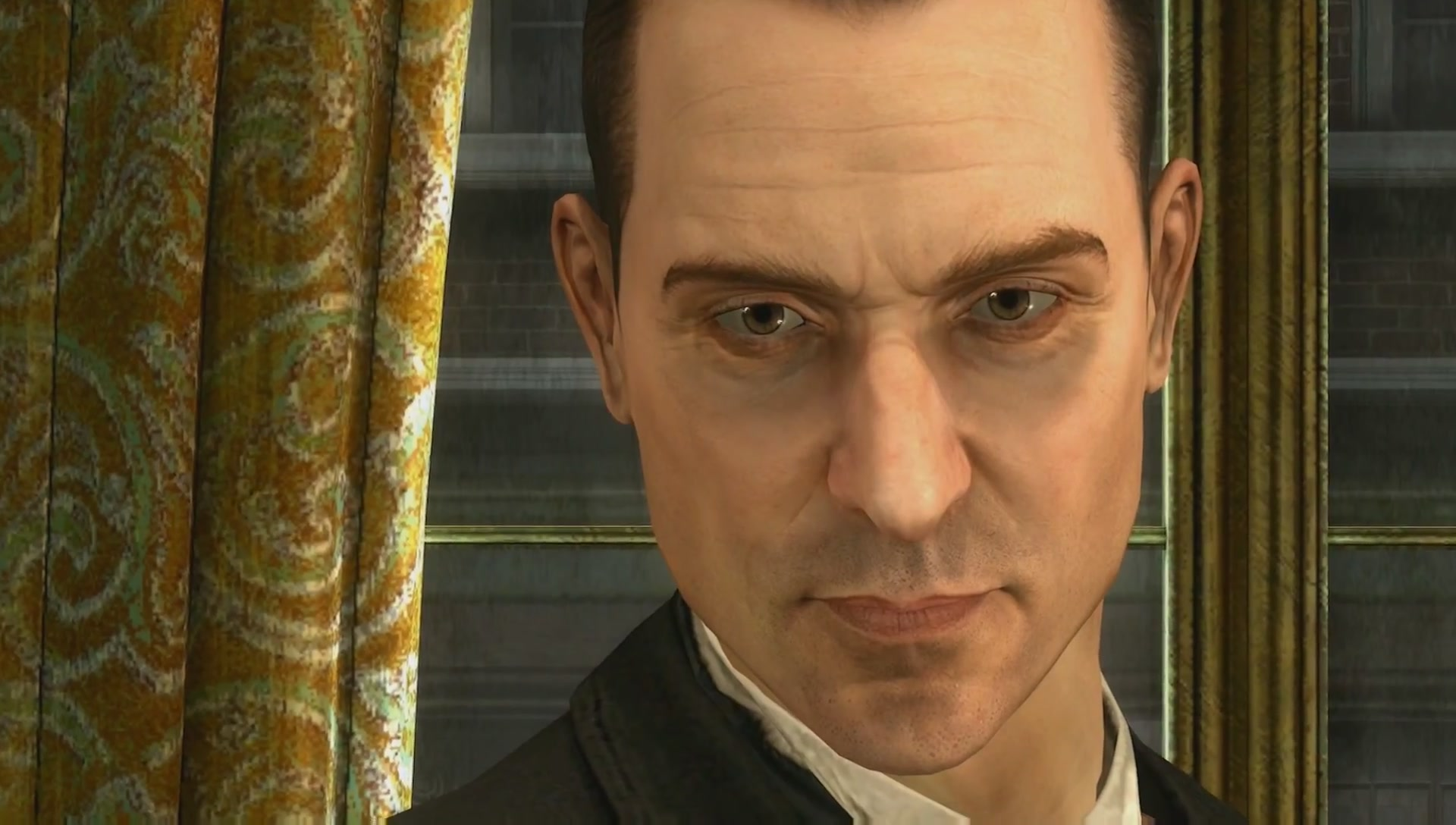
El rostre d'Holmes mostra un salt als gràfics de la sèrie i l'ús de captura de moviment

Aquestes millores són part d'un moviment més ampli per atreure a més jugadors de consola. Després de l'últim joc, Frogwares i l'editor francès Focus Home Interactive van obtenir retroalimentació dels jugadors de Xbox, en particular, que volien més jocs d'aventura amb gràfics 3D i els valors de producció per aparellar el que altres gèneres estaven oferint. I Frogwares podria lliurar noves entregues, encara que els desenvolupadors encara insisteixen que això no significa oblidar-se dels jugadors de PC, així com alguns ja especulen.
Sherlock Holmes contra Jack l'Esbudellador utilitzava dibuixos per representar a les víctimes d'assassinat, ocultant l'horror de les escenes, per respecte a les víctimes històriques reals. Els nous jocs de la sèrie ja no són així (en concret, El Testament de Sherlock Holmes). Com que els personatges aquí són purament ficticis, no hi ha restricció per mostrar aquesta escena sagnant en tota la seva esplendor.
El Testament de Sherlock Holmes és el primer de la sèrie en tenir un gran salt de gràfics, ja que els dissenyadors utilitzen la captura de moviment per aconseguir realisme en la caracterització. El joc també es beneficia d'un nou sistema de llum i ombres, diversos tractaments d'imatge post-efectes, una veu d'alta qualitat i direcció cinematogràfica.

## Premis i recepció
Els jocs van ser un èxit comercial. Guardonat com a "Millor Joc d'Aventura de Venda per a PC". Sherlock Holmes: L'Aventura és el joc de Holmes més reeixit fins avui, aclamat per la crítica i els consumidors. També va ser nomenat "Millor Joc d'Aventura per a PC de 2007" per IGN.